# 11 Armia Sił Powietrznych i Obrony Przeciwlotniczej
11 Armia Sił Powietrznych i Obrony Przeciwlotniczej odznaczona Orderem Czerwonego Sztandaru (ros. 11-я Краснознамённая армия ВВС и ПВО (11-я А ВВС и ПВО)) – związek operacyjny Sił Zbrojnych Federacji Rosyjskiej, w Siłach Powietrznych Federacji Rosyjskiej w ramach Wschodniego Okręgu Wojskowego.
11 Armia Lotnicza i Obrony Powietrznej powstała w wyniku połączenia sił powietrznych i wojsk obrony powietrznej i 1 marca 1998 w ramach nowego rodzaju sił zbrojnych osiągnęła gotowość operacyjną.

## Historia
1 czerwca 1957 sformowano 1 Dalekowschodnią Specjalną Armię Powietrzną (ODVA), a w marcu 1960 11 Samodzielną Armię Obrony Przeciwlotniczej (OA PVO). Obie armie dekretem Prezydium Rady Najwyższej ZSRR z 30 kwietnia 1975 zostały odznaczone Orderem Czerwonego Sztandaru. 1 czerwca 1998 armie połączono, tworząc 11 Armię Sił Powietrznych i Obrony Przeciwlotniczej. 615 wojskowych wzięło udział w operacji na Kaukazie Północnym, 73 z nich otrzymało państwowe ordery i medale.

W lutym 2010  wprowadzona została w życie Doktryna Wojenna Federacji Rosyjskiej. Utworzone zostały cztery dowództwa operacyjno-strategiczne, a w ślad za nimi cztery okręgi wojskowe. Każdemu z nich podporządkowano jedno dowództwo SPiOP. We Wschodnim Okręgu Wojskowym na bazie 11 Armii Sił Powietrznych i Obrony Przeciwlotniczej utworzono 3 Dowództwo SPiOP. Korpusy i dywizje obrony powietrznej przeformowano w Brygady Obrony Powietrzno-Kosmicznej, włączając w ich struktury elementy wojsk radiotechnicznych.

1 sierpnia 2015 dekret prezydenta Federacji Rosyjskiej powołał w miejsce Dowództwa Sił Powietrznych i Dowództwa Obrony Powietrzno-Kosmicznej Główne Dowództwo Sił Powietrzno-Kosmicznych. Na bazie Sił Powietrznych i Wojsk Powietrzno-Kosmicznych powstały Siły Powietrzno-Kosmiczne. Dowództwo SPiOP przekształcone zostało na powrót w 11 ALiOP.

## Struktura organizacyjna 11 Armii
W 2008:
- Sztab w mieście Chabarowsk; dowódca gen. por. Walerij Iwanow;
- 93 Dywizja Obrony Przeciwlotniczej, Władywostok dowódca - gen. mjr Igor Makuszew;
- 22 Gwardyjski pułk lotnictwa myśliwskiego, Centralna Ugłowa, Kraj Nadmorski; myśliwce Su-27, Su-27SM; dowódca - płk gwardii Anatolij Zołotuhin;
- 530 pułk lotnictwa myśliwskiego, Sokołowka (Czugujewka), Kraj Nadmorski; myśliwce MiG-31;
- 1533 Gwardyjski pułk przeciwlotniczy, Zołota Dolina, Kraj Nadmorski; systemy rakiet przeciwlotniczych S-300P; dowódca - płk gwardii Siergiej Matiko;
- 10 Brygada Radiotechniczna, Artem, Kraj Nadmorski;
- 25 Dywizja Obrony Przeciwlotniczej, Komsomolsk nad Amurem, Kraj Chabarowski; dowódca gen. mjr Andriej Judin;
- 23 pułk lotnictwa myśliwskiego, Dżemgi, Kraj Chabarowski; myśliwce Su-27SM; dowódca - płk Aleksiej Żidanow;
- 1529 Gwardyjski pułk przeciwlotniczy, Chabarowsk; systemy rakiet przeciwlotniczych S-300P; dowódca - płk gwardii Siergiej Kuryszkin;
- 1530 pułk przeciwlotniczy, Komsomolsk nad Amurem, Kraj Chabarowski; systemy rakiet przeciwlotniczych S-300P;
- 45 Brygada Radiotechniczna, Chabarowsk; dowódca - płk Aleksiej Gambarow;
- 303 Dywizja Lotnictwa Mieszanego, Ussuryjsk, Kraj Nadmorski; dowódca - gen. mjr Wadim Sulim;
- 18 Witebski Gwardyjski pułk lotnictwa szturmowego, Galenki, Kraj Nadmorski; samoloty szturmowe Su-25; dowódca - płk gwardii Aleksander Uljanow;
- 187 pułk lotnictwa Szturmowego, Czernigowka, Kraj Nadmorski; samoloty szturmowe Su-25; dowódca - płk Władimir Mielnikow;
- 277 Mławski pułk lotnictwa bombowego, Churba, Kraj Chabarowski; bombowce Su-24M; dowódca - płk Maksim Ogurewicz;
- 302 pułk lotnictwa bombowego, Perejasławka, Kraj Chabarowski; bombowce Su-24M, Su-24M2; dowódca – płk Giennadij Bagniuk;
- 523 Orszański pułk lotnictwa bombowego, Wozżajewka, obwód amurski; bombowce Su-24M, samoloty rozpoznawcze Su-24MR; dowódca - płk Wiktor Pozdniakow;
- 799 pułk lotnictwa rozpoznawczego, Warfołomiejewka, Kraj Nadmorski; samoloty rozpoznawcze Su-24MR;
- 319 samodzielny pułk śmigłowców bojowy i dowodzenia, Czernigowka, Kraj Nadmorski; śmigłowce Mi-24; dowódca - płk Aleksander Markow;
- 364 samodzielny pułk śmigłowców, Sredniebiełoje, obwód amurski; śmigłowce Mi-8, Mi-24, Mi-26; dowódca - płk Nikołaj Bormotow;
- 825 samodzielny pułk śmigłowców, Garowka-2, Kraj Chabarowski; śmigłowce Mi-8, Mi-26; dowódca - płk Oleg Pozdniakow;
- Samodzielny Oddział śmigłowców, Iturup, obwód sachaliński; śmigłowce Mi-8; dowódca - ppłk Jurij Daurcew;
- 273 samodzielna eskadra BSP, Arseniew, Kraj Nadmorski; bezzałogowe statki powietrzne "Striż";
- 265 Baza Lotnicza, Chabarowsk-Bolszoj; śmigłowce Mi-8, samoloty transportowe An-12, An-26; dowódca – płk Aleksander Manczuk;
- Komendantura Dowództwa Lotnictwa, Magdagaczi, obwód amurski; szef mjr Szaig Gusejnow;
- Komendantura Dowództwa Lotnictwa, Smirnych, obwód sachaliński;
- Komendantura Dowództwa Lotnictwa, Sokół, obwód sachaliński;
- Komendantura Dowództwa Lotnictwa, Kalinka, obwód chabarowski;
- Komendantura Dowództwa Lotnictwa, Iturup, obwód sachaliński; szef - ppłk Andriej Bażenow;
- 126 Centrum Treningu Specjalnego i Fizycznego, Chabarowsk; szef - ppłk Pawieł Klujew